# Lista de rios internacionais (Portugal–Espanha)

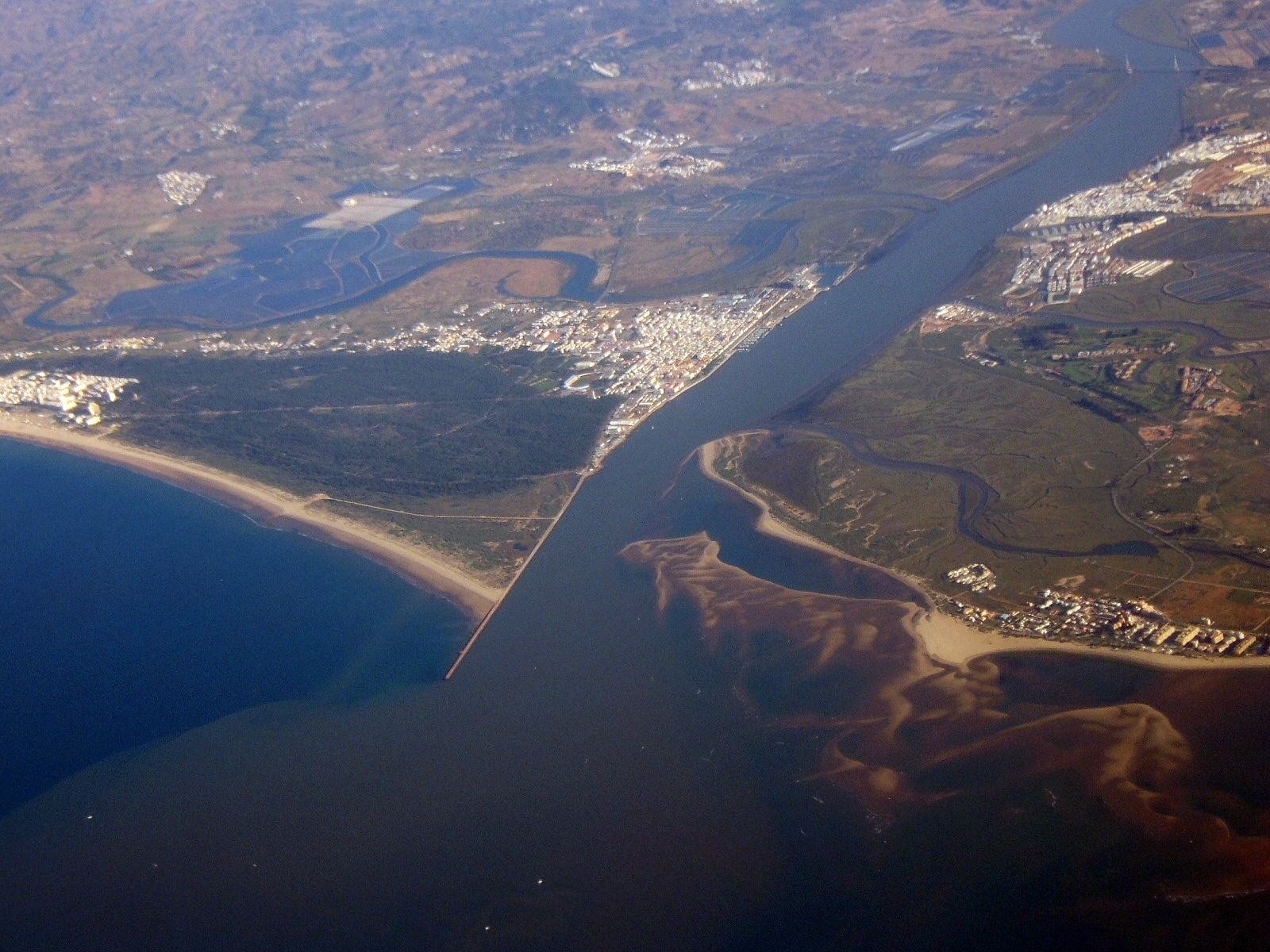
O rio Guadiana marca o traçado mais meridional da fronteira Espanha-Portugal.

De norte para sul, do rio Minho ao rio Guadiana, lista dos rios e ribeiras que marcam a fronteira luso-espanhola:
- rio Minho
- rio Lima

...
- rio Maçãs

...
- rio Douro
- rio Águeda
- ribeira de Tourões

...
- rio Torto
- rio Bazágueda
- rio Erges
- rio Tejo
- rio Sever

...
- ribeira de Abrilongo
- Rio Xévora

...
- rio Caia
- rio Guadiana

...
- rio Ardila

...
- rio Chança
- rio Guadiana